# Ctenus longipes
Ctenus longipes är en spindelart som beskrevs av Eugen von Keyserling 1891. Ctenus longipes ingår i släktet Ctenus och familjen Ctenidae. Utöver nominatformen finns också underarten C. l. vittatissimus.